# Superzlitina
Superzlitine so kompleksne zlitine na osnovi železa, niklja, platine, kroma ali kobalta  z dodatki elementov, Mo, W, Re, Ru, Ta, Nb, Al, Ti, Mn, Zr, C in B za uporabo pri visokih temperaturah. Večinoma so odporne na luščenje in na visoko vročino. Lahko jih izdelamo z uporabo taline ali s prašno metalurgijo .
Ime superzlitina označuje materiale, katerih delovne temperature so višje kot pri jeklu, saj imajo v tem temperaturnem območju večjo trdnost. Polikristalne superzlitine dosežejo delovne temperature okoli 80 % monokristalne zlitine približno 90% % tališča (homologne temperature). Dandanes se uporabljajo predvsem superzlitine na osnovi niklja. 

Običajna imena blagovnih znamk so npr. B. stellite, Tribaloy, Hastelloy, Incoloy, Inconel, NIMONIC, R88DT, Waspaloy ali X-40 .

## Uporaba
Zaradi svoje visoke cene, a hkrati visoke dovoljene delovne temperature, se superzlitine uporabljajo predvsem v gradnji motorjev, turbin in reaktivnih motorjev, v energetski tehnologiji in vesoljski industriji.
Materiali  sestavnih delov za plinske turbine so polikristalni (diski), usmerjeno strjeni ali monokristalni  (lopatice). Cilj razvoja zlitin je povečati izkoristek z najvišjimi možnimi temperaturami na vstopu v turbino (trenutno največ 1600 °C s hlajenjem). Da bi gostota in s tem teža komponent ostala nizka, se v zlitinah v veliki meri izogibajo težkim elementom (primer: volfram in molibden).

## Primer: Inkonelova zlitina 718
- Številka materiala: 2.4668
- Kratko ime: NiCr19NbMo
- Gostota: 8.19 g / cm3
- največja delovna temperatura: 620 ° C.
- Kemična sestava: 0,04 % C - 19 % Cr - 3,0 % Mo - 52,5 % Ni - 0,9 % Al - ≤0,1 % Cu - 5,1 % Nb - 0,9 % Ti - 19 % Fe.

Ta superzlitina, ojačana z intermetalnimi oborinami ( faze γ '' ), še danes obsega  60-70 % vseh zlitin na osnovi niklja.

## Spletne povezave
- V Superzlitine po H. Bhadeshia (Cambridge University)
- Plinske turbine naslednje generacije (Nemški letalski in vesoljski center e. V. Inštitut za pogonsko tehnologijo)

## literatura
- Ralf Bürgel: Priročnik o tehnologiji visokotemperaturnih materialov: Osnove, napetosti materialov, visokotemperaturne zlitine in premazi. Vieweg, Wiesbaden 2006, ISBN 978-3-528-23107-1
- Madeleine Durand-Charre: Mikrostruktura superzlitin. OPA, Amsterdam 1997, ISBN 90-5699-097-7
- DG Morris: Intermetalne snovi in superzlitine. Wiley-VCH, Weinheim 2000, ISBN 3-527-30192-5
- John K. Tien: Superzlitine, superkompoziti in superkeramika. Akad. Press, New York 1989, ISBN 0-12-690845-1
- Reed, Roger C. Nadzlitine: osnove in aplikacije. Cambridge, Združeno kraljestvo: Cambridge UP, 2006, ISBN 978-0-521-07011-9